# Mauro de Pécs
Mauro de Pécs o Mauricio de Pannonhalma (en húngaro: Boldog Mór apát) (1000-1070) fue un religioso benedictino, obispo de Pécs.

## Biografía

### En Pannonhalma
Durante su infancia arribó a la Abadía de Pannonhalma, donde fue criado por monjes benedictinos. Por esto se ha presumido que sus padres era húngaros. Luego de alcanzar cierta edad decidió asumir la vida religiosa, y tomó el nombre de Maurus. Se convirtió entonces en el primer aprendiz de San Benito y uno de los primeros húngaros en pertenecer a la orden benedictina.
Se sabe a partir de la leyenda del príncipe San Emerico de Hungría que Mauricio fue un monje en Pannonhalma en la cima de la montaña de San Martín. Cuando Emerico visitó el lugar y comenzó a repartir besos a los presentes, otorgando mayor cantidad, según él consideraba más justa y pura a la persona, Mauricio recibió el máximo, 7 besos.
Alcanzó el rango de abad a una temprana edad de 30 años, y mantuvo durante esa época buenas relaciones con el claustro del cerro Zobor en Nitra.

### En Pécs
Según las notas registradas en los Annales Posonienses, Mauricio fue llamado a oficio en 1036, cuando se convirtió en el segundo obispo de la ciudad de Pécs. Al contrario de los infortunados obispos que en 1046 huían durante la Revuelta de Vata, Mauricio no fue lastimado por los paganos enardecidos que mataron a San Gerardo Sagredo y a otros jerarcas de la Iglesia. Luego de restablecer el orden, los paganos y cristianos escogieron como rey a un joven príncipe real, uno de los tres hijos del noble Vazul, siendo coronado como Andrés I de Hungría. Durante dicha ceremonia Mauricio fue uno de los tres obispos que presidieron la coronación.
Igualmente se puede leer un manuscrito de Mauricio en la carta de fundación de la abadía de Tihany (1055), ante lo cual se presume que estuvo también presente en la inauguración de la abadía de Szekszárd en 1061. Tras la muerte de Andrés I, se presume que también estuvo en la ceremonia de coronación de Bela I de Hungría, al cual hizo enterrar en la abadía de Szekszárd tres años después de su muy breve reinado.
En 1064 logró que el rey Salomón de Hungría hiciese las paces con sus primos, los príncipes Géza y Ladislao, en la ciudad de Pécs. En este periodo escribió Mauricio la primera leyenda sobre San Andrés Zoerád (Szórád): San Andár de Zobor-hegy, Los mártires de Zobor-hegy.
Un misal del siglo XV menciona a Mauricio como santo, y ante esto el obispo de Pécs le hizo la petición al papa Pío IX, quien el 4 de agosto de 1848 le otorgó el honor público a la Iglesia de Pécs. El papa Pío XI nombró entonces a Mauricio como Santo protector el 4 de diciembre de 1925. Su fiesta se conmemora el 25 de octubre.